# Jüdischer Friedhof (Enkering)
Der jüdische Friedhof in Enkering, einem Ortsteil der Marktgemeinde Kinding im oberbayerischen Landkreis Eichstätt, wurde vermutlich im 16. Jahrhundert belegt.
Der jüdische Friedhof besteht nicht mehr. Er soll bereits um 1650 verwaist gewesen sein. Die Bezeichnung Am Judenfriedhof erinnert an den Friedhof. Grabsteine sind nicht mehr feststellbar.